# 8589 Стелларіс
8589 Стелларіс (8589 Stellaris) — астероїд головного поясу, відкритий 24 вересня 1960 року.
Тіссеранів параметр щодо Юпітера — 3,656.